# NGC 2446
NGC 2446 é uma galáxia espiral (Sb) localizada na direcção da constelação de Lynx. Possui uma declinação de +54° 36' 42" e uma ascensão recta de 7 horas, 48 minutos e 39,2 segundos.
A galáxia NGC 2446 foi descoberta em 10 de Fevereiro de 1831 por John Herschel.